# Europsko prvenstvo u košarci – Francuska 1983.
Europsko prvenstvo u košarci 1983. godine održalo se u Francuskoj od 26. svibnja do 4. lipnja 1983. godine.
Hrvatski igrači koji su igrali za reprezentaciju Jugoslavije: Dražen Petrović, Krešimir Ćosić, Ivan Sunara i Željko Poljak. Vodio ih je hrvatski trener: Josip Đerđa.